# 吳存禮
吳存禮（约1650年代—？），字謙之，號立菴（中央研究院清代職官資料庫作「立庵」），奉天錦州人（自署籍三韩），漢軍正黃旗人（職官資料庫說是正紅旗），清朝官員。

## 生平
他由貢生歷直隸廣宗、清苑知縣，康熙三十五年（1696）擢通州知州，康熙四十八年時從直隸天津道調江西按察使，康熙四十九年調四川布政使，同年十月陞任雲南巡撫，五十三年十二月丁母憂守喪，五十四年（1715）十二月任江蘇巡撫，六十一年暂管两江总督印。雍正元年（1723）三月革職。
他在通州知州任內設立義學、義塚，修理破敗的明倫堂，前任知州閻興邦主持的《通州志》在他手中印行。
他著有《梅里志》4卷（1722年自序，1724年正白旗汉军、苏州府知府蔡永清序）。康熙五十八年（1719）在苏州沧浪亭設立了康熙帝的御書石碑（系康熙南巡時親筆書贈巡撫吳存禮的詩一首、聯一對），在园中建康熙御碑亭，作并立《重修沧浪亭记》石刻（载《滄浪亭新志》卷4，1929）。

## 家庭
- 女吴氏，嫁正白旗汉军、廣東巡撫楊文乾。